# 8. skupina specialnih sil (ZDA)
8. skupina specialnih sil (izvirno angleško 8th Special Forces Group) je bila vojaška specialna enota, ki je del Specialnih sil (oz. Zelenih baretk) Kopenske vojske.
Skupina je bila zadolžena za protigverilsko in protivstajno urjenje oboroženih sil Latinske Amerike.